# ARNm subgenómico
Os ARNm subgenómicos são, essencialmente, secções menores da cadeia não codificada original transcrita. ARNm subgenómicos permitem a tradução eficiente de finais 3' codificados em seus genomas.